# 静岡県道165号原停車場線

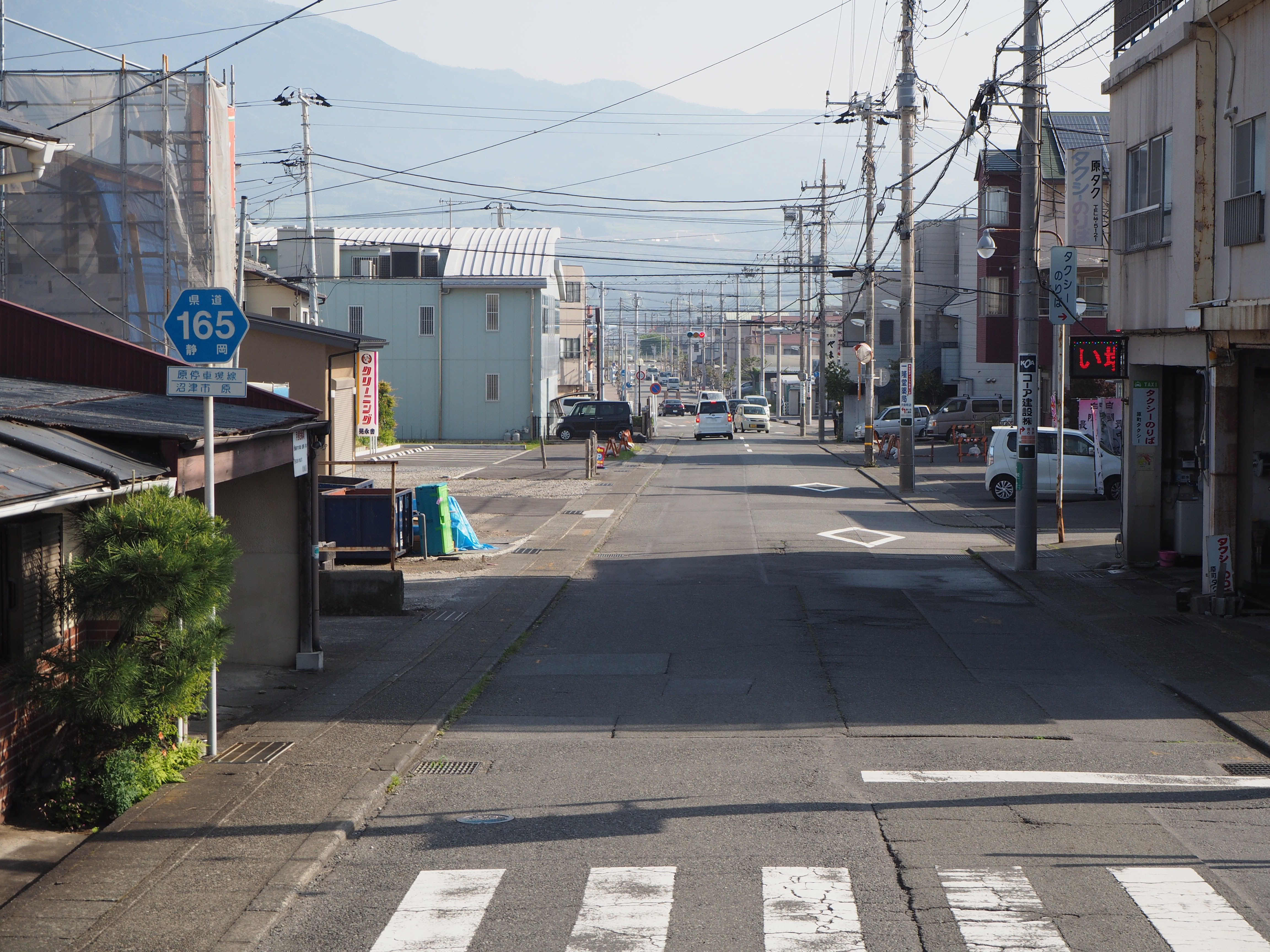
静岡県道165号

静岡県道165号原停車場線（しずおかけんどう165ごう はらていしゃじょうせん）は、静岡県沼津市内を通る一般県道である。

## 概要

### 路線データ
- 起点：原停車場（静岡県沼津市原）
- 終点：静岡県沼津市根古屋（静岡県道22号三島富士線交点）
- 実延長：1,831m[1]

## 沿革
- 1960年（昭和35年）4月1日 - 認定[2]

## 地理

### 通過する自治体
- 静岡県沼津市

### 接続する道路
- 沼津市道（起点：沼津市原、「原駅」前）
- 国道1号（沼津バイパス）（原東町交差点）
- 静岡県道22号三島富士線（終点：根古屋交差点）

### 周辺
- JR東海道本線 原駅
- 沼津市立原小学校
- 沼津西郵便局
- 東海道五十三次 原宿
- マックスバリュエクスプレス 沼津原町西店
- クリエイトエス・ディー 沼津原店